# Transfermarkt
Transfermarkt（トランスファーマルクト）は、アクセル・シュプリンガーが所有するドイツのウェブサイトで、スコア、結果、統計、移籍ニュースなどのサッカー情報を掲載している。広告媒体配布に関するドイツ検査機関（IVW）によると、最も訪問されたドイツのウェブサイトのトップ25に入っており、kicker.deに次いで最大級のスポーツウェブサイトの一つである。

## 歴史
マティアス・ザイデルによって2000年5月に設立された。2008年には、アクセルシュプリンガー出版社が51％の株式を獲得し、運営を引き継いだ。ザイデルは残りの49％の株式を保持した。英語版は2009年に開始した。